# تاکی‌کاردی

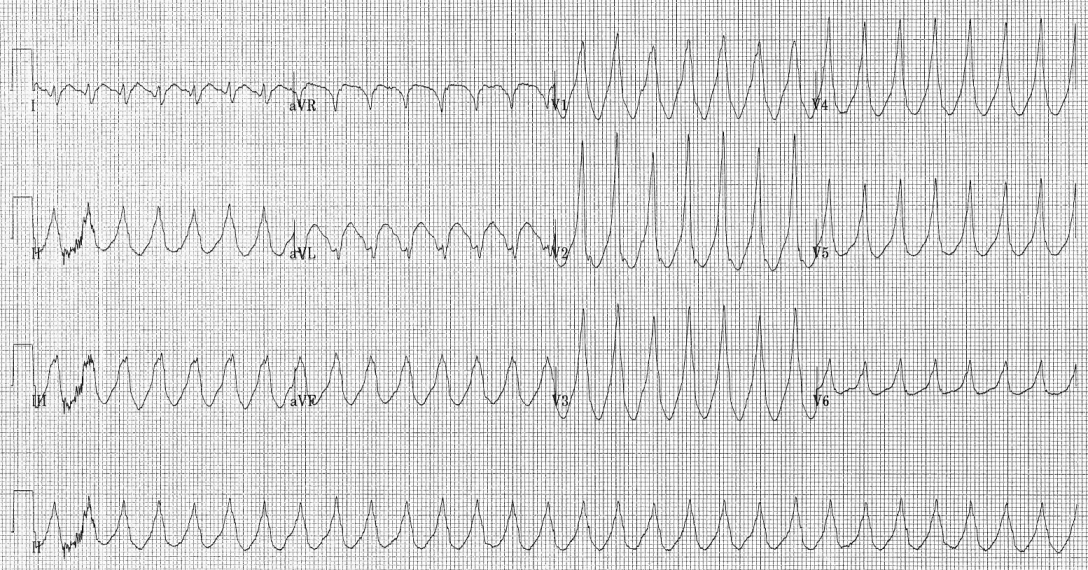

بیشتر شدن تعداد ضربان قلب به بیش‌ازحد بهنجار را که عموماً بیش از ۱۰۰ ضربه در دقیقه است تُندتپشی یا تاکی‌کاردی (به انگلیسی: Tachycardia) می‌گویند. در برابر این واژه کلمهٔ کندتپشی (به انگلیسی: bradycardia) قرار دارد و منظور از آن تعداد ضربان قلب کمتر از ۶۰ بار در دقیقه‌است. البته تندتپشی همیشه بیماری نیست بلکه گاه به صورت فیزیولوژیک در پاسخ به افزایش نیاز بدن به اکسیژن در مواقعی مانند ورزش یا به علت ترشح آدرنالین در هیجانها ایجاد می‌شود.
تندتپشی می‌تواند دارای انواع مختلفی باشد. بر فرض مثال تندتپشی فوق بطنی که نوعی ضربان سریع و غیرطبیعی قلب ناشی از فعالیت الکتریکی نامناسب در دهلیزهاست. خودش به تنهایی شامل چند نوع اصلی و جداگانه است که عبارت هستند از فیبریلاسیون دهلیزی، تندتپشی فوق بطنی پاروکسیسمال یا حمله‌ای که به اختصار (PSVT) نامیده می‌شود، فلوتر دهلیزی و سندرم ولف پارکینسون وایت که به اختصار(WPW) نامیده می‌شود.
فیبریلاسیون دهلیزی نیز یکی دیگر از انواع تندتپشی است که گاه در پزشکی ای فیب (AFib) نیز نامیده می‌شود، شایع‌ترین نوع آریتمی قلبی است که در آن، تحریک الکتریکی، مسیر مشخصی را در قلب طی نمی‌کند. فیبریلاسیون دهلیزی هنگامی رخ می‌دهد که در دهلیزها موج الکتریکی تحریک جهت مشخصی نداشته باشد.

## انواع
1. تاکی‌کاردی سینوسی (به انگلیسی: Sinus tachycardia)
2. تاکی‌کاردی بطنی (به انگلیسی: Ventricular tachycardia): ضرب‌آهنگ تند نابهنجار بیش از ۱۵۰ ضربان در دقیقه که از بطن سرچشمه می‌گیرد و عموماً با گسستگی دهلیزی ـ بطنی (به انگلیسی: atrioventricular dissociation) همراه است.
3. تاکی‌کاردی فوق بطنی حمله‌ای (به انگلیسی: Paroxysmal atrial tachycardia) معمولاً به علت تغییرمسیر گذر پالسهای الکتریکی به علت بیماری wpw یا مصرف بالای کافئین ممکن است رخ بدهد.
4. تاکی‌کاردی دهلیزی (به انگلیسی: atrial tachycardia): ضربان بسیار تند قلب، معمولاً بین ۱۶۰ و ۱۹۰ ضربان در دقیقه که از یک کانون دهلیزی ناشی می‌شود.

## علائم[۴]
- نفس کم آوردن
- سرگیجه
- سنکوپ (غش کردن یا نزدیک غش رفتن)
- احساس لرزش در قفسه سینه
- درد در قفسه سینه
- منگی و گیجی
- ضعف ناگهانی
- علائم برادی کاردی (کند تپشی)

## خطرات تاکی کاردی
میزان خطرات این بیماری به شدت ضربان قلب، نوع بیماری و مدت زمان آن بستگی دارد اما می‌تواند برای بیمار خطرات زیر را به همراه داشته باشد:
- لخته شدن خون

- حمله‌های غش و از دست دادن هوشیاری

- نارسایی قلبی

- مرگ ناگهانی

## علت‌های ایجاد تاکی کاردی
تاکی کاردی می‌تواند به علت‌های مختلفی در فرد ایجاد شود این علت‌ها می‌تواند ناشی از واکنش استرسی باشد یا حتی کم خونی. برخی از این علت‌ها عبارتند از:
- تب بالا و طولانی

- مصرف بیش از حد الکل یا ترک ناگهانی آن
- مصرف زیاد کافئین
- فشار خون بالا یا فشار خون پایین
- عدم تعادل الکترولیت‌هایی مانند پتاسیم، سدیم، کلسیم و منیزیم
- عوارض جانبی مصرف برخی از داروها
- تیروئید پرکار
- کم خونی ناشی از کاهش حجم گلبول‌های قرمز خون یا خونریزی

## درمان
درمان تاکی کاردی بستگی به شدت و نوع آن دارد. در حضور تاکی‌کاردی سینوسی، درمان معمولاً شامل استفاده از بتا بلاکرهایی مانند پروپرانولول یا متوپرولول است. اما در صورتی که همراه با آریتمی‌های دهلیزی و بطنی باشد یا ضربان قلبی بسیار بالا باشد از داروهایی مانند دیگوکسین یا آتروپین استفاده می‌شود. در صورتی که دارو در دسترس نباشد و تاکی کاردی خفیف باشد می‌توان از ماساژ شریان کاروتید برای کاهش تعداد ضربان قلب استفاده کرد. در برخی از اوقات که منشأ تُندتپشی استرس و اضطراب باشد می‌توان از داروهای ضد اضطراب و ضد جنون استفاده کرد.
تاکی کاردی‌های شدید (ضربان قلبی بیشتر از ۱۶۰) معمولاً همراه با آریتمی قلب همراه هستند. در صورت ظهور تاکی آریتمی‌های قلبی خطرناک از شک قلبی برای درمان تندتپشی و اصلاح تاکی کاردی استفاده می‌شود.